# Croatia Airlines
Croatia Airlines (рус. Хорватские авиалинии) — национальная авиакомпания Хорватии, штаб-квартира находится в Загребе, член альянса Star Alliance. Компания обеспечивает внутренние и международные полёты. Базируется в аэропорту города Загреб. В 2007 году прибыль авиакомпании составила 25 млн хорватских кун, и Хорватские авиалинии перевезли 1 715 027 пассажиров — максимум за всю историю компании.

## История
Авиакомпания была создана 20 июля 1989 года под названием Zagal Zagreb Airlines (краткое название — Zagal). Используя самолёт «Сессна-402», компания осуществляла перевозку грузов. 23 июля 1990 года авиакомпания была переименована в Croatia Airlines.
В 2008 году компания вывела из эксплуатации три самолёта ATR 42. Им на замену планируется до 2010 года приобрести в лизинг 6 самолётов Bombardier Q400.

## Парк самолётов
Парк самолётов Хорватских авиалиний состоит из следующих судов (на июль 2023 года) :
По состоянию на апрель 2022 год средний срок службы самолётов авиакомпании составляет 19 лет.